# Mat Collishaw
Pour les articles homonymes, voir Collishaw.
Mat Collishaw, né Matthew Collishaw le 6 janvier 1966 à Nottingham, est un artiste britannique.

## Biographie
Formé au Goldsmiths College (University of London), Mat Collishaw vit et travaille à Londres.

## Œuvre
- 1988 :
  - Bullet Hole
- 2005 :
  - Infectious Amaryllis
  - Infectious Orchid 1
- 2007 :
  - Single Nights 1
- 2008 :
  - Deliverance Installation : dans cette installation (45 gobos, 3 projecteurs), Mat Collishaw établit un parallèle entre la prise d'otages de Beslan (2004) et le cliché du photographe vietnamien Nick Ut (1972), montrant une enfant, Phan Thị Kim Phúc, fuyant terrorisée et nue, après avoir été brûlée par une attaque au napalm de l'aviation sud-vietnamienne.
- 2010 :
  - Installation vidéo d'après Dürer
- 2012 :
- The Last Meal, série de photographies prises quelque temps avant l'exécution de certains prisonniers.

## Liens